# Colibrí de Doubleday
El colibrí de Doubleday (Cynanthus doubledayi) és una espècie d'ocell de la família dels troquílids (Trochilidae) que habita el sud de Mèxic, a estat de Guerrero, Oaxaca i Chiapas.
Va ser descrit per Jules Bourcier el 1847.